# 姜宗官
姜 宗官（カン・ジョンガン、朝鮮語: 강종관、1959年 - ）は、朝鮮民主主義人民共和国の政治家。陸海運相、朝鮮労働党中央委員会委員。西海平和協力特別地帯海州港開発分科委員会委員長などを歴任。

## 経歴
1959年に生まれた。出生地は不明。2007年に陸海運相港湾水上運輸局技師長に就任し、2007年10月に金正日総書記と韓国の盧武鉉大統領の間の合意により設置された、西海平和協力特別地帯の海州経済特区分科委員会委員長に就任し、同年12月29日に開催された西海平和協力特別地帯推進委員会第1回会議に参加した。2014年3月に最高人民会議第13期代議員に選出された。2016年5月9日に開催された朝鮮労働党第7次大会で朝鮮労働党中央委員会委員候補に選出された。2019年4月11日に開催された最高人民会議第14期第1回会議で陸海運相に留任し、同年12月28日に開催された朝鮮労働党中央委員会第7期第5回総会で、党中央委員会委員に補選された。

## 参考サイト
- 북한정보포털

| 先代羅東熙 | 陸海運相2012年 - | 次代現職 |